# Les Toits de Céret
Les Toits de Céret est un tableau réalisé par le peintre français Georges Braque en 1911. Cette huile sur toile est un paysage cubiste représentant les toits de Céret, dans les Pyrénées-Orientales. Elle est conservée dans une collection privée.